# Conotrachelus iowensis
Conotrachelus iowensis (ang. Hickory nut curculio) – gatunek chrząszcza z rodziny ryjkowcowatych.

## Zasięg występowania
Występuje we wsch. część USA od Indiany i Iowy na płn. po Florydę i Teksas na płd.